# تصنیف نارایاما (فیلم ۱۹۵۸)
تصنیف نارایاما (انگلیسی: The Ballad of Narayama) فیلمی در ژانر درام است که در سال ۱۹۵۸ منتشر شد. از بازیگران آن می‌توان به کینویو تاناکا و سیجی میاگوچی اشاره کرد.